# Алессандро Потенца
Алессандро Потенца (італ. Alessandro Potenza, нар. 8 березня 1984, Апричена) — італійський футболіст, що грав на позиції захисника. По завершенні ігрової кар'єри — тренер.
Виступав, зокрема, за клуби «Фіорентина» та «Катанія», а також молодіжну збірну Італії.

## Клубна кар'єра
Народився 8 березня 1984 року в місті Апричена. Вихованець юнацьких команд футбольних клубів «Фоджа» та «Інтернаціонале». У складі молодіжної команди «Інтера» Потенца виграв юнацький чемпіонат Італії та брав участь у турнірі Віареджо.
4 грудня 2002 року Потенца дебютував в основному складі «Інтернаціонале» в матчі Кубка Італії з «Барі», який так і залишився єдиним у рідному клубі. У 2003 році Потенца був орендований «Анконою», у складі якої зіграв 1 матч у Серії. Потім футболіст, у січні 2004 року, був орендований «Пармою», де став гравцем основного складу. У сезоні 2004/05 Потенца виступав за «Парму» і клуб «К'єво», провівши за сезон 20 ігор. Наступного року Алессандро був орендований іспанською «Мальоркою» за яку зіграв 17 матчів Прімери.
У червні 2006 року Потенца був куплений клубом «Фіорентиною» за 1,25 мільйона євро. У першому сезоні він провів за команду 17 ігор і забив свій перший м'яч у Серії A, вразивши 23 грудня 2006 року ворота «Мессіни». У сезоні 2007/08 він зіграв лише в 15 матчах і 1 липня 2008 року перейшов в «Дженоа», що заплатила за трансфер футболіста 2,2 млн євро. Там гравець провів половину сезону, зігравши лише в 5 матчах.
31 січня 2009 Потенца перейшов в «Катанію», що купила половину вартості трансферу футболіста. 8 лютого він дебютував у складі нової команди в грі з «Ювентусом», а 21 лютого забив перший м'яч, вразивши ворота «Реджини». За клуб футболіст зіграв в 11 матчах, частину сезону пропустивши через травму. Перед сезоном 2009/10 «Катанія» продовжила співволодіння Потенци ще на рік. У тому сезоні Алессандро провів 19 матчів.
Влітку 2010 року знову зайшла мова про повернення Потенци в Геную, клуби не домовилися і 26 червня провели аукціон, за яким «Катанія» викупила контракт Алессандро, де він залишався основним аж до лютого 2012 року, коли Потенца отримав розрив хрестоподібних зв'язок коліна і вибув з ладу на півроку. Так і не повернувшись на попередній рівень після травми і зігравши лише кілька матчів, наприкінці сезону 2012/13 років він не продовжив контракт з «Катанією». 
30 серпня 2013 року Потенца уклав угоду з «Моденою», що грала в Серії Б. Провівши 15 виступів у чемпіонаті, він вирішив не продовжувати контракт з «Моденою» по завершенні сезону 2013/14.
Влітку 2014 року Алессандро повернувся у «Фоджа», свою рідну команду, у якій зробив перші кроки у футболі. Тут гравець провів один сезон, взявши участь у 26 матчах Ліги Про, третього за рівнем дивізіону Італії, після чого 29 серпня 2015 року покинув команду. 
Незабаром Потенца став гравцем індійського клубу «Ченнаї», який очолював італієць Марко Матерацці на сезон індійської Суперліги. У грудні того ж року, він виграв чемпіонат, перемігши у фіналі «Гоа» (3:2).
20 січня 2016 року він повернувся до Леги Про, ставши гравцем клубу «Казертана»., за який грав до кінця року, після чого завершив ігрову кар'єру.

## Виступи за збірні
2002 року дебютував у складі юнацької збірної Італії (U-19), загалом у її складі взяв участь в 9 іграх, після чого зіграв ще у двох матчах команди до 20 років.
Протягом 2004—2007 років залучався до складу молодіжної збірної Італії. У її складі став переможцем молодіжного чемпіонату Європи 2004 року у Німеччині. Через два роки зіграв і на наступному молодіжному Євро в Португалії, де забив гол у матчі проти Данії (3:3), але команда не вийшла з групи. На третьому для себе молодіжному чемпіонаті Європи 2007 року Алессандро не зіграв лише через травму. Всього на молодіжному рівні зіграв у 27 офіційних матчах, забив 1 гол.

## Кар'єра тренера
21 грудня 2016 року , через кілька днів після уходу з «Казертани», він був обраний новим головним тренером клубу «Мадре П'єтра Даунія» з Серії D і за підсумками сезону зумів зберегти команді прописку у дивізіоні, вигравши матчі плей-аут.
12 червня 2017 року він став тренером «Реканатезе», але був звільнений вже 17 жовтня лише після 7 ігор, в яких команда здобула лише одну перемогу та три нічиїх.
Влітку 2018 року він став тренером клубу «Андрія», з якою став шостим у групі Н чемпіонату Серії D.
У липні 2019 року Потенца залишив «Фіделіс», щоб очолити «Аудаче Черіньйолу». 4 листопада 2019 року він був звільнений з посади, коли команда перебувала на п'ятому з кінця місці у групі H.

## Статистика виступів

### Статистика клубних виступів
| Сезон                  | Команда                | Чемпіонат              | Чемпіонат | Чемпіонат | Національний кубок | Національний кубок | Національний кубок | Міжнародні турніри | Міжнародні турніри | Міжнародні турніри | Інші змагання | Інші змагання | Інші змагання | Усього | Усього |
| Сезон                  | Команда                | Ліга                   | Ігор      | Голів     | Ліга               | Ігор               | Голів              | Ліга               | Ігор               | Голів              | Ліга          | Ігор          | Голів         | Ігор   | Голів  |
| ---------------------- | ---------------------- | ---------------------- | --------- | --------- | ------------------ | ------------------ | ------------------ | ------------------ | ------------------ | ------------------ | ------------- | ------------- | ------------- | ------ | ------ |
| 2002–03                | «Інтернаціонале»       | A                      | 0         | 0         | КІ                 | 1                  | 0                  | ЛЧ                 | 0                  | 0                  | -             | -             | -             | 1      | 0      |
| 2003-січ. 2004         | «Анкона»               | A                      | 1         | 0         | КІ                 | 0                  | 0                  | -                  | -                  | -                  | -             | -             | -             | 1      | 0      |
| січ.-черв. 2004        | «Парма»                | A                      | 13        | 0         | КІ                 | 0                  | 0                  | КУЄФА              | 0                  | 0                  | -             | -             | -             | 13     | 0      |
| 2004-січ. 2005         | «Парма»                | A                      | 16        | 0         | КІ                 | 2                  | 0                  | КУЄФА              | 3                  | 0                  | -             | -             | -             | 21     | 0      |
| Усього за «Парму»      | Усього за «Парму»      | Усього за «Парму»      | 29        | 0         |                    | 2                  | 0                  |                    | 3                  | 0                  |               | -             | -             | 34     | 0      |
| 2004–05                | «К'єво»                | A                      | 4         | 0         | КІ                 | -                  | -                  | -                  | -                  | -                  | -             | -             | -             | 4      | 0      |
| 2005–06                | «Мальорка»             | ПД                     | 17        | 0         | КІ                 | 0                  | 0                  | -                  | -                  | -                  | -             | -             | -             | 17     | 0      |
| 2006–07                | «Фіорентина»           | A                      | 19        | 1         | КІ                 | 0                  | 0                  | -                  | -                  | -                  | -             | -             | -             | 19     | 1      |
| 2007–08                | «Фіорентина»           | A                      | 15        | 0         | КІ                 | 2                  | 0                  | КУЄФА              | 0                  | 0                  | -             | -             | -             | 17     | 0      |
| Усього за «Фіорентину» | Усього за «Фіорентину» | Усього за «Фіорентину» | 34        | 1         |                    | 2                  | 0                  |                    | -                  | -                  |               | -             | -             | 36     | 1      |
| 2008-січ. 2009         | «Дженоа»               | A                      | 5         | 0         | КІ                 | 0                  | 0                  | -                  | -                  | -                  | -             | -             | -             | 5      | 0      |
| січ.-черв. 2009        | «Катанія»              | A                      | 11        | 1         | КІ                 | -                  | -                  | -                  | -                  | -                  | -             | -             | -             | 11     | 1      |
| 2009–10                | «Катанія»              | A                      | 19        | 0         | КІ                 | 3                  | 0                  | -                  | -                  | -                  | -             | -             | -             | 22     | 0      |
| 2010–11                | «Катанія»              | A                      | 20        | 0         | КІ                 | 1                  | 0                  | -                  | -                  | -                  | -             | -             | -             | 21     | 0      |
| 2011–12                | «Катанія»              | A                      | 9         | 0         | КІ                 | 2                  | 0                  | -                  | -                  | -                  | -             | -             | -             | 11     | 0      |
| 2012–13                | «Катанія»              | A                      | 2         | 0         | КІ                 | 0                  | 0                  | -                  | -                  | -                  | -             | -             | -             | 2      | 0      |
| Усього за «Катанію»    | Усього за «Катанію»    | Усього за «Катанію»    | 61        | 1         |                    | 6                  | 0                  |                    | -                  | -                  |               | -             | -             | 67     | 1      |
| 2013–14                | «Модена»               | B                      | 15        | 0         | КІ                 | -                  | -                  | -                  | -                  | -                  | -             | -             | -             | 15     | 0      |
| 2014–15                | «Фоджа»                | ЛП                     | 26        | 1         | КІ                 | -                  | -                  | -                  | -                  | -                  | -             | -             | -             | 26     | 1      |
| 2015                   | «Ченнаї»               | СЛ                     | 10        | 0         | -                  | -                  | -                  | -                  | -                  | -                  | -             | -             | -             | 10     | 0      |
| 2015–16                | «Казертана»            | ЛП                     | 8         | 0         | КІ+КІ-ЛП           | 0+0                | 0+0                | -                  | -                  | -                  | -             | -             | -             | 8      | 0      |
| серп.-груд. 2016       | «Казертана»            | ЛП                     | 5         | 0         | КІ+КІ-ЛП           | 2+0                | 0+0                | -                  | -                  | -                  | -             | -             | -             | 7      | 0      |
| Усього за «Казертану»  | Усього за «Казертану»  | Усього за «Казертану»  | 13        | 0         |                    | 2                  | 0                  |                    | -                  | -                  |               | -             | -             | 15     | 0      |
| Усього за кар'єру      | Усього за кар'єру      | Усього за кар'єру      | 215       | 3         |                    | 13                 | 0                  |                    | 3                  | 0                  |               | -             | -             | 231    | 3      |

## Титули і досягнення
- Переможець Індійська суперліги (1): 2015
- Чемпіон Європи (U-19): 2003
- Чемпіон Європи (U-21): 2004